# Resolução 241 do Conselho de Segurança das Nações Unidas
A Resolução 241 do Conselho de Segurança das Nações Unidas aprovada por unanimidade em 15 de novembro de 1967, após ter reafirmado resoluções anteriores sobre o assunto, o Conselho condenou qualquer ato de ingerência nos assuntos internos da República Democrática do Congo, em particular de facto Portugal não ter impedido que os mercenários utilizassem a sua colônia em Angola como base de operações para ataques armados contra a República Democrática do Congo. O Conselho instou Portugal a pôr termo imediato a esta situação e convidou todos os países que receberam mercenários que participaram nos ataques contra a República Democrática do Congo a tomarem medidas adequadas para impedir que renovem as suas atividades contra qualquer Estado.